# Oneigenlijke integraal
Een oneigenlijke integraal is de limiet van integralen waarvan de ondergrens naar -∞ nadert of de bovengrens naar +∞ of een of beide integratiegrenzen een punt nadert waar de integrand niet gedefinieerd is. Men noteert een oneigenlijke integraal als een gewone integraal met als grens de limietwaarde van dat grenspunt.

## Oneigenlijke integraal van de eerste soort

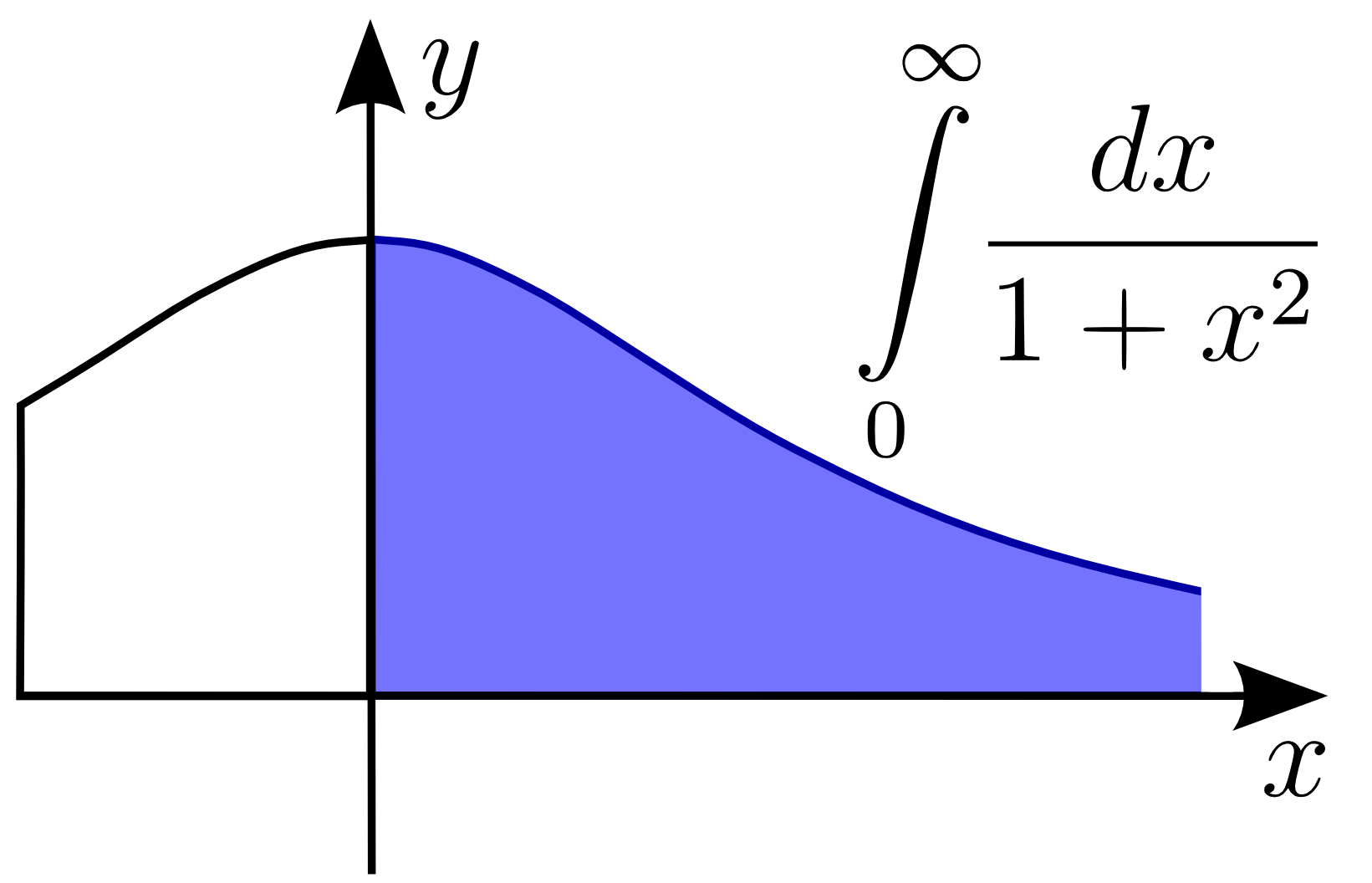
Voorbeeld van oneigenlijke integraal van de eerste soort

Een oneigenlijke integraal van de eerste soort is de limiet van Riemannintegralen over intervallen {\displaystyle [a,b]} waarbij een van de grenzen naar {\displaystyle -\infty } dan wel naar {\displaystyle +\infty } oneindig nadert.
{\displaystyle \int _{a}^{+\infty }f(x)\,{\rm {d}}x=\lim _{b\to +\infty }\int _{a}^{b}f(x)\,{\rm {d}}x}
{\displaystyle \int _{-\infty }^{b}f(x)\,{\rm {d}}x=\lim _{a\to -\infty }\int _{a}^{b}f(x)\,{\rm {d}}x}
{\displaystyle \int _{-\infty }^{\infty }f(x)\,{\rm {d}}x=\lim _{a\to -\infty }\lim _{b\to \infty }\int _{a}^{b}f(x)\,{\rm {d}}x}

## Oneigenlijke integraal van de tweede soort

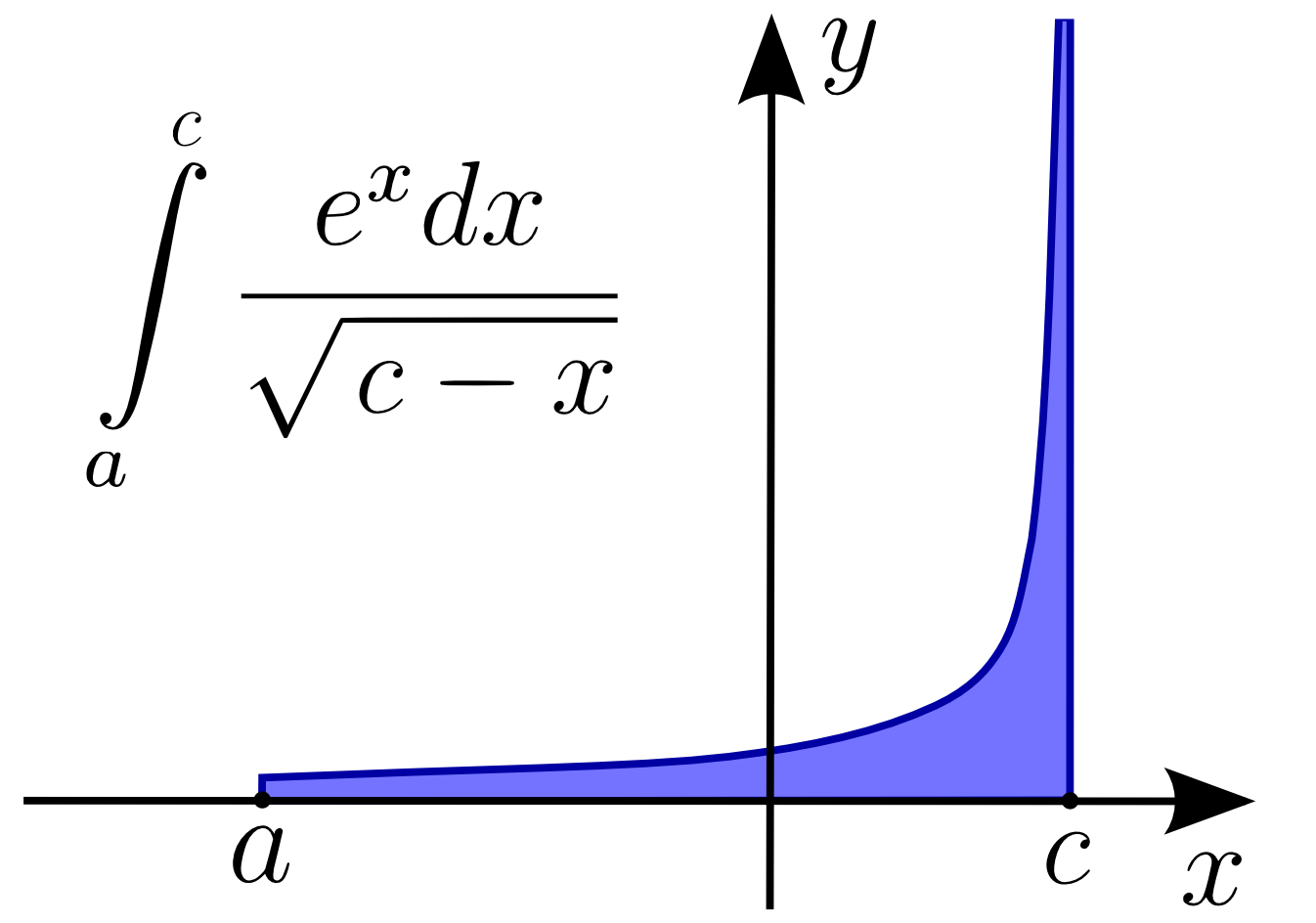
Voorbeeld van oneigenlijke integraal van de tweede soort

Een oneigenlijke integraal van de tweede soort is de limiet van Riemannintegralen over intervallen waarbij een van de grenzen nadert naar een punt waarin de integrand niet gedefinieerd is. 
{\displaystyle \int _{a}^{b}f(x)\,{\rm {d}}x=\lim _{y\uparrow b}\int _{a}^{y}f(x)\,{\rm {d}}x}
{\displaystyle \int _{a}^{b}f(x)\,{\rm {d}}x=\lim _{y\downarrow a}\int _{y}^{b}f(x)\,{\rm {d}}x}
Ook als het punt {\displaystyle c}, waarin de integrand niet gedefinieerd is, een inwendig punt is van het interval {\displaystyle [a,b]}, noemt men de som van de oneigenlijke integralen 
{\displaystyle \int _{a}^{b}f(x)dx=\lim _{y\uparrow c}\int _{a}^{y}f(x)\,{\rm {d}}x+\lim _{y\downarrow c}\int _{y}^{b}f(x)\,{\rm {d}}x}
een oneigenlijke integraal van de tweede soort.

## Functies gedefinieerd als oneigenlijke integraal
De gammafunctie, gedefinieerd voor een complex getal {\displaystyle a} met een positief reëel deel:
{\displaystyle \Gamma (a)=\int _{0}^{\infty }\ e^{-x}x^{a-1}\,{\rm {d}}x}
De bètafunctie, gedefinieerd voor complexe getallen {\displaystyle a} en {\displaystyle b} waarvan het reële deel groter is dan 0:
{\displaystyle B(a,b)=\int _{0}^{1}\ {x^{a-1}(1-x)^{b-1}}\,{\rm {d}}x}

## Voorbeelden
{\displaystyle \int _{0}^{\infty }{{\sqrt {x}}\,e^{-x}\,{\rm {d}}x}={\tfrac {1}{2}}{\sqrt {\pi }}}
{\displaystyle \int _{0}^{\infty }{e^{-x^{2}}\,{\rm {d}}x}={\tfrac {1}{2}}{\sqrt {\pi }}}, met de jacobi-matrix
{\displaystyle \int _{0}^{\infty }{{\frac {x}{e^{x}-1}}\,{\rm {d}}x}={\frac {\pi ^{2}}{6}}}
{\displaystyle \int _{0}^{\infty }{{\frac {x^{3}}{e^{x}-1}}\,{\rm {d}}x}={\frac {\pi ^{4}}{15}}}
{\displaystyle \int _{0}^{\infty }{\frac {\sin(x)}{x}}\,{\rm {d}}x={\frac {\pi }{2}}}
{\displaystyle \int _{0}^{\infty }x^{z-1}\,e^{-x}\,{\rm {d}}x=\Gamma (z)}, met {\displaystyle \Gamma (z)} de gammafunctie